# Nuoto sincronizzato ai campionati mondiali di nuoto 2017 - Duo misto (programma tecnico)
La gara del nuoto sincronizzato - duo misto tecnico dei campionati mondiali di nuoto 2017 è stata disputata il 15 e 17 luglio presso il parco Városliget di Budapest. La gara, alla quale hanno preso parte 10 coppie provenienti da 10 nazioni, si è svolta in due turni.
La competizione è stata vinta dalla coppia italiana Manila Flamini e Giorgio Minisini, mentre l'argento e il bronzo sono andati alla coppia russa Michaėla Kalanča e Aleksandr Evgen'evič Mal'cev e a quella statunitense Bill May e Kanako Spendlove.

## Programma
| Data           | Ora (UTC+2) | Turno       |
| -------------- | ----------- | ----------- |
| 15 luglio 2017 | 19:00       | Preliminari |
| 17 luglio 2017 | 11:00       | Finale      |

## Risultati
| Pos. | Atleta      | Nazione                                       | Preliminari | Preliminari | Finale  | Finale |
| Pos. | Atleta      | Nazione                                       | Punti       | Pos.        | Punti   | Pos.   |
| ---- | ----------- | --------------------------------------------- | ----------- | ----------- | ------- | ------ |
| 1    | Italia      | Manila Flamini Giorgio Minisini               | 88,2492     | 2           | 90,2979 | 1      |
| 2    | Russia      | Michaėla Kalanča Aleksandr Evgen'evič Mal'cev | 88,4847     | 1           | 90,2639 | 2      |
| 3    | Stati Uniti | Bill May Kanako Spendlove                     | 87,9086     | 3           | 87,6682 | 3      |
| 4    | Giappone    | Atsushi Abe Yumi Adachi                       | 84,8153     | 4           | 86,2679 | 4      |
| 5    | Spagna      | Berta Ferreras Pau Ribes                      | 83,4865     | 5           | 84,3336 | 5      |
| 6    | Canada      | René Prévost Isabelle Rampling                | 81,3330     | 6           | 82,3413 | 6      |
| 7    | Brasile     | Renan Souza Giovana Stephan                   | 77,1826     | 7           | 79,0853 | 7      |
| 8    | Germania    | Amelie Ebert Niklas Stoepel                   | 72,6988     | 8           | 70,3147 | 8      |
| 9    | Grecia      | Vasileios Gkortsilas Olga Kourgiantaki        | 68,1346     | 9           | 69,8654 | 9      |
| 10   | Panama      | Gabriela Bello Alberto Pinto                  | 59,5706     | 10          | 59,8113 | 10     |